# Gabriel, amor inmortal
Gabriel, amor inmortal es una miniserie de 11 capítulos protagonizada por el cantante puertorriqueño Chayanne y la estrella mexicana Angélica Celaya, junto al venezolano José Luis Rodríguez "El Puma" como antagonista. Fue dirigida por el cineasta estadounidense Agustín.
Cuenta con efectos especiales digitales y fue grabada en alta definición.
La serie se estrenó en el canal MEGATV en septiembre de 2008 y ha sido distribuida por el mundo entero. El primer canal de estrenarla en Sudamérica fue Telefé (de Argentina), que la estrenó en abril de 2009 con un promedio de 13,1 puntos de índice de audiencia, según Ibope Argentina.

## Trama
La trama gira alrededor de la historia de Gabriel Márquez, un vampiro que busca la redención de su alma. Gabriel busca y recibe la ayuda de un sacerdote católico, el padre Miguel (Juan David Ferrer), después de que su único acompañante humano muere de ancianidad.
En el hospital conoce a Eva, quien resulta ser la reencarnación de Viviana, esposa de Gabriel, quien fuese asesinada hace 300 años por un vampiro malvado llamado Francisco Pizarro (el conquistador histórico).
Mientras tanto, Gabriel es perseguido por otros dos antagonistas. Por un lado está el expolicía Bruno (Freddy Viquez), un hombre enfermo de Xerodermia pigmentosa, que busca a Gabriel para que lo convierta en vampiro y por ende le conceda inmortalidad. Por otro lado, el interés del padre Miguel en los vampiros llama la atención indeseada del Vaticano. La Iglesia manda un grupo de investigadores secretos liderados por un hombre llamado Santori (Sebastián Ligarde), que si bien no es sacerdote, resulta ser un fanático religioso que no distingue entre vampiros buenos y malos.
Luego de varios incidentes, Eva descubre que es descendiente indirecta de la sacerdotisa inca que convirtió a Pizarro en vampiro mediante una maldición. Si Pizarro logra asesinar a Eva, la última descendiente de la sacerdotisa, todos los vampiros perderían la debilidad al Sol, las cruces y las estacas.

## Elenco
- Chayanne: Gabriel Márquez
- Angélica Celaya: Eva León / Viviana Márquez
- Sebastián Ligarde: Santori
- José Luis Rodríguez "El Puma": Francisco Pizarro
- Laura Ferretti: Maribel
- Julián Gil: doctor Padrón
- Renato Rossini: padre Jorge
- Mirta Renée: Vanessa
- Juan David Ferrer: padre Miguel
- Freddy Viquez: Bruno
- Álvaro Ruiz: padre Sandro
- Camila Banus
- Leonardo Krys
- Marcos Miranda
- Laura Zerra
- Leslie Stewart

## Datos extras
- En un episodio aparece una imagen de Lilith ―de la serie japonesa de televisión Neon Genesis Evangelion― mientras alguien busca en la computadora.

- En un episodio Eva y Maribel brindan con el hidromiel dominicano Presidente.

- Datos: Q8963274